# Ertuğrul Sağlam
Ertuğrul Sağlam (IPA: eɾtu:ɾul sa:lam; Zonguldak, 1969. november 19. –) török labdarúgó, 2018 januárjától az iráni Tractor Sazi vezetőedzője. 2006-ban a Champions magazin beválasztotta a világ 20 legígéretesebb edzője közé.
Játékosként huszonhatszor volt válogatott, 11 gólt szerzett nemzeti színekben. 1990 és 2003 között játszott a Fenerbahçe ifjúsági csapatában, a Gaziantepsporban, a Samsunsporban és a Beşiktaş színeiben is, utóbbinál 167 mérkőzésen 103 gólt szerzett.
Sağlam egy interjúban kifejtette, hogy egyszer szeretné valamelyik nagy isztambuli csapatot vezetni, amire 2007-ben sor is került, ekkor jelentették be, hogy a Beşiktaş JK-t fogja edzeni. Sağlam másik nagy álma a nemzeti válogatott vezetése. 2007-ben elszenvedte a Bajnokok Ligája történetének addigi legnagyobb vereségét, az általa vezetett Beşiktaş JK 8-0 arányban kapott ki a Liverpooltól az Anfield Stadionban.

## Eredmények
- Kayserispor
  - Intertotó-kupa: 2006